# ウクライナ航空
ウクライナ航空（ウクライナ語：Авіалінії Україниアヴィアリーニイィ・ウクライィーヌィ；エア・ウクライナ；Air Ukraineエア・ユークレイン）は、かつてウクライナに存在した航空会社である。ウクライナの独立後、国内外の路線を運航し、ウクライナのフラッグ・キャリアの役目を果たした。2002年に運行を停止し、2004年に航空運送事業許可が取り消された。

## 概要
ウクライナ航空は、ウクライナの独立した1992年に同国の国営企業として創立され、運航を開始した。本社は首都のキエフに置かれた。ソ連時代のアエロフロート・キエフの機材と路線を受け継ぎ、ウクライナ国内にあったアエロフロートのその他の支社も吸収し、一時は巨大なフリートを誇った。1990年代を通じ、アエロスヴィート航空やウクライナ国際航空などとともにウクライナを代表する航空会社となった。しかし、経営は振るわず2002年12月にはウクライナ政府によって倒産が宣言され、再建が開始された。再建計画は、ウクライナ航空、アエロスヴィート航空、ウクライナ国際航空を合併して新たなるウクライナ航空を創設し、ウクライナのフラッグキャリアーとするというものであった。しかし、この計画は失敗し、それらの経営権は政府から他へ移った。ウクライナ航空は廃止され、各部門は他のウクライナの航空会社へ吸収された。貨物部門は、アエロスヴィート貨物に移った。

## 保有機材
2003年時の運航機材。
- Tu-154M - 1 機
- Tu-134A-3 - 3 機

1993年の時点で以下の機材を保有したが、売却や退役によりすぐに機数は減少した。
- An-24 - 50 機
- An-26 - 17 機
- An-30 - 9 機
- An-32 - 3 機
- An-72チェブラーシュカ - 1 機
- An-124ルスラーン - 1 機
- Il-18 - 2 機
- IL-62 - 9 機
- Tu-134 - 26 機
- Tu-154 - 38 機
- Yak-40 - 20 機
- Yak-42 - 20 機

その他、時期によって以下の機材を保有した。
- Il-76
- L-410